# 오보 (몽골)

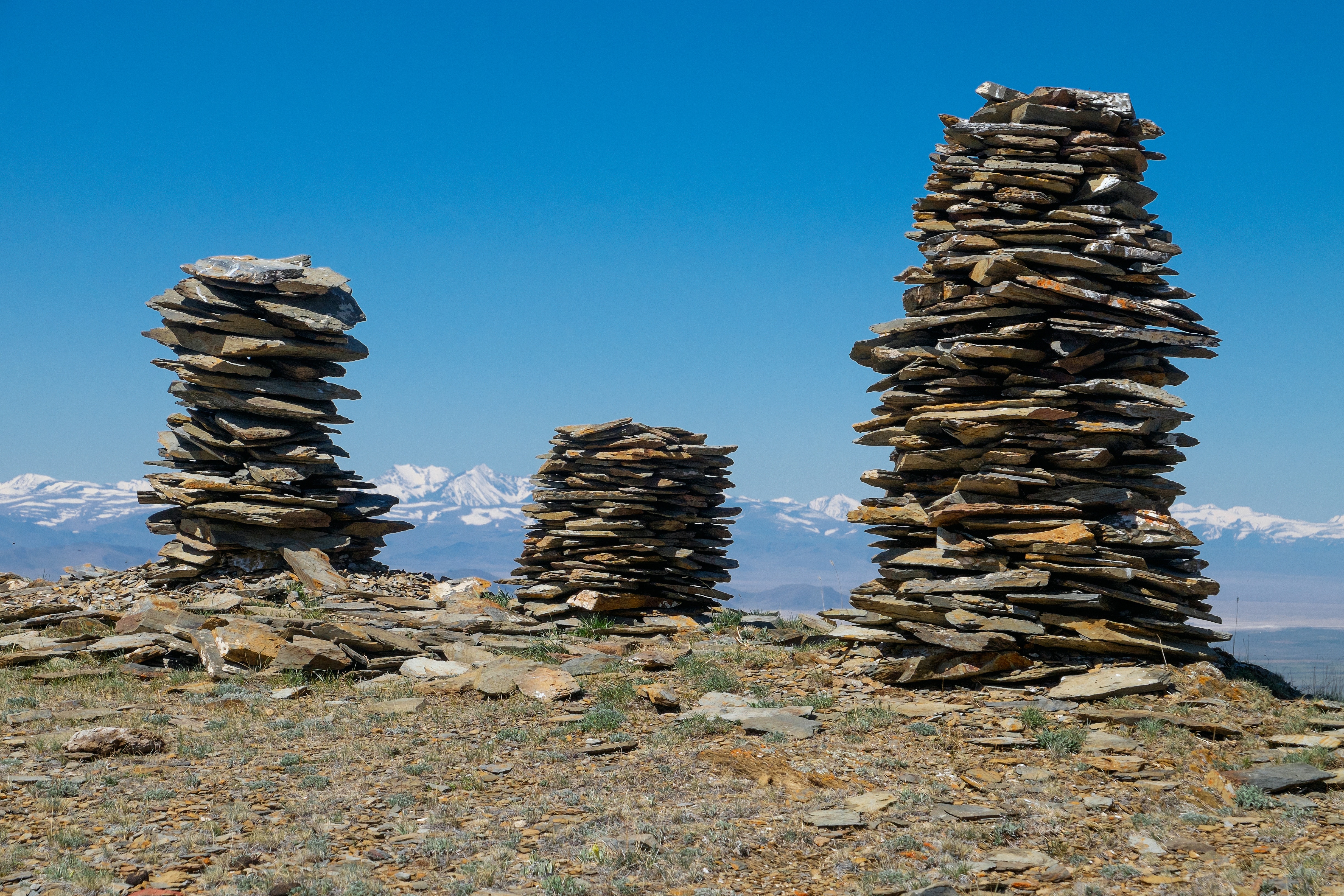

오보 또는 아오바오(중국어: 敖包, 몽골어: овоо)는 흙, 돌, 풀 등으로 쌓은 제단이며, 몽골어로 "더미"를 뜻한다. 몽골을 비롯하여 주변의 내몽골 자치구의 여러 소수 민족들(어원커족, 어룬춘족, 다우르족 등), 신장 위구르 자치구, 시베리아 남부의 부랴트 공화국에서도 아오바오에서 제사를 지내는 모습들을 볼 수 있다. 한자로는 "鄂博"이라고도 쓴다. 아제리어, 튀르키예어로는 Ovog (Övö, Övöğ) 또는 Obo (Öbö) (카자흐어로는 Oba)라고도 불린다.
티베트에서는 마니두이(manidui)라고 부르며, 위구족 역시 마니두이를 세운다. 청나라 역시 오보에서 제사를 지내기도 했다. 냉전 시절에는 종교를 부정하는 공산주의의 특징으로 박해를 받기도 했으나 냉전 종식이 된 이후에는 오보가 다시 유지되고 있다.

## 같이 보기
- 샤머니즘
- 서낭당
- 텡그리즘
- 돌무지
- 스투파